# 圣但尼多图
圣但尼多图（法語：Saint-Denis-d'Authou，法語發音：[sɛ̃ dəni dotu]）是法国厄尔-卢瓦省的一个旧市镇，属于诺让勒罗特鲁区。2019年，圣但尼多图与市镇弗雷蒂尼合并为新市镇圣蒂尼。

## 地理
圣但尼多图（48°20'41"N, 0°59'12"E）面积22.23 平方千米，位于法国中央-卢瓦尔河谷大区厄尔-卢瓦省，该省份为法国北部内陆省份，北起顺时针与厄尔省、伊夫林省、埃松省、卢瓦雷省、卢瓦-谢尔省、萨尔特省和奧恩省接壤。
与圣但尼多图接壤的市镇（或旧市镇、城区）包括：弗雷蒂尼、蒂龙-加尔代、阿尔西斯。
圣但尼多图的时区为UTC+01:00、UTC+02:00（夏令时）。

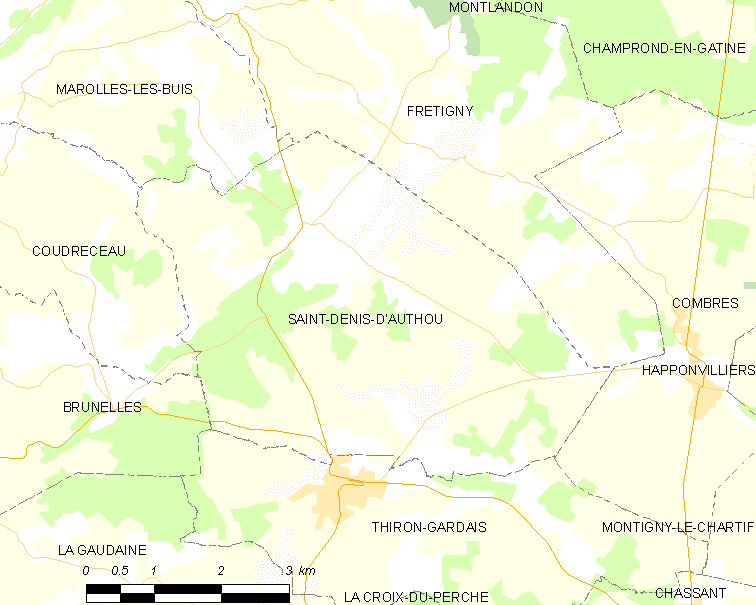
圣但尼多图的OSM定位图

## 行政
圣但尼多图的邮政编码为28480，INSEE市镇编码为28331。

## 政治
圣但尼多图所属的省级选区为诺让勒罗特鲁县。

## 人口

1962-2008年间圣但尼多图人口变化图示

圣但尼多图于2018年1月1日时的人口数量为475人。